# Fasching während des Nationalsozialismus
Karneval und Fasching wurden mit Beginn der Zeit des Nationalsozialismus zunehmend, ab 1939 praktisch vollständig von den Nationalsozialisten vereinnahmt und für propagandistische Zwecke eingesetzt. Veranstalter und Teilnehmer mussten sich an die politischen Verhältnisse anpassen, zum Beispiel war eine Gestaltung von Umzugswagen, die eine kritische Haltung dem Regime gegenüber vermittelten, kaum möglich.

## Deutschland
Im Karneval des „Altreiches“ (Deutschland ohne Österreich) gestalteten bekannte Persönlichkeiten, wie Karl Valentin, den Fasching- bzw. Karnevalsumzug für die Nationalsozialisten.
Anfangs misstrauten die Nationalsozialisten dem karnevalistischen Treiben. Sie befürchteten, dass der Karneval zu Opposition, Widerspruch, Insubordination, Aufständen und Verschwörungen führe. Außerdem hatten sie davor Angst, lächerlich gemacht zu werden.
Gleichzeitig versuchten die Nationalsozialisten erfolgreich, vor allem über ihre Organisation „Kraft durch Freude“ (KdF), den rheinischen Karneval für ihre Propaganda-Zwecke zu vereinnahmen.
Bereits am 1. März 1933 konnte der Westdeutsche Beobachter über den Kölner Rosenmontagszug freudig berichten: „Der Zug hatte nichts Improvisiertes, Volksfremdes, wie das in den Nachkriegsjahren unter den mannigfachen Einflüssen liberalistisch-marxistischer Strömungen der Fall gewesen war. Kein überladener Schmuck, kein verlogener Prunk, sondern urwüchsiger Humor, volkstümlich in der Darstellung, passte er sich ganz natürlich in den Rahmen des Volksfestes ein“. Der Rheinländer Joseph Goebbels zum Beispiel ließ sich nicht ungern beim Fasching in München fotografieren. Der Nürnberger Rosenmontagszug 1938 stellte einen am Galgen baumelnden Juden dar. Der Karneval wurde gleichzeitig aus Tourismus-Gründen beworben, um ausländische Gäste zu ködern, und dies durchaus erfolgreich. Der KdF bot Zugtickets für die Anreise und selbst Eintrittskarten für Sitzungen vergünstigt an.
Kritisches und NS-Kult sollten mit dem Karneval nicht in Verbindung gebracht werden; Hitlerjugend und BDM beispielsweise durften an den meisten Orten nicht in Uniform an den Festzügen teilnehmen. Es wurde von NS-Seite zudem ein „deutscher Karneval“ mit „volkstümlichem Brauchtum“ gefordert, noch vorhandene christliche Bezüge sollten ganz verschwinden.
Es gab einige wenige Karnevalisten, die dem Nationalsozialismus nicht in die Hände spielen wollten. Die bekanntesten waren Hans Jonen und Karl Küpper. Bei Sitzungen erwarteten die Nazis den Hitlergruß; dies nutzte Karl Küpper für eine oft zitierte Nummer auf der Karnevalsbühne: Er betrat die Bühne, hob den rechten Arm und sagte zur Überraschung des Publikums: „Su huh litt bei uns dr Dreck em Keller!“ – „So hoch liegt bei uns der Dreck im Keller!“. Für diese Nummer wurde er zu lebenslangem Redeverbot verurteilt. In der Kölner Narrenrevolte im Jahre 1935 widersetzte sich der organisierte Kölner Karneval der Gleichschaltung der Karnevalsfeierlichkeiten. Die Nationalsozialisten kamen der Forderung der Narren, dass die Belange des Karnevals von den Karnevalsgesellschaften getragen werden sollen, nach, vermutlich weil die Nazis keinen größeren Aufstand auslösen wollten und weil sich die Narren bisher auf für die Nazis leicht zu erfüllende Forderungen beschränkten. Das Gros des rheinischen Karnevals ließ sich jedoch gleichschalten. Die meisten Karnevalisten zeigten keinerlei Initiative gegen den Nationalsozialismus. Antisemitische Mottowägen beim Rosenmontagszug oder auch Lieder wie „Die Jüdde wandern uss“ von Jean Müller (alternativer Titel „Hurra, die Jüdde trecke fott“) wurden im Karneval normal. 1936 wurden die bis dahin männlichen Funkenmariechen durch Frauen ersetzt, weil das angeblich dem deutschen Mannestum widersprach und der Homosexualität und dem Transvestitentum Vorschub leiste. Im Jahr 1938 und 1939 wurde die Jungfrau im Kölner Karneval ebenfalls von einer Frau verkörpert.

### Mainzer Fastnacht
Zur Situation in Mainz siehe Mainzer Fastnacht im Nationalsozialismus und Seppel Glückert.

## Österreich

### Wien und der Künstler-Faschingsumzug 1939
Faschingsumzüge in Wien konnten zwar in ein paar Randbezirken auf eine gewisse Tradition zurückblicken, wurden aber 1939, nach dem Anschluss Österreichs, als Aufnahme Österreichs in die nationalsozialistische Volksgemeinschaft inszeniert. Die nationalsozialistische Gemeinschaft Kraft durch Freude (KdF) veranstaltete im Februar in sämtlichen Wiener Kreisen Faschingsumzüge und Faschingsveranstaltungen, um den Wienern und Wienerinnen wieder ein „befreites Lachen“ zu bescheren. Bei diesen Veranstaltungen wurde gegen Juden gehetzt und Politiker aus dem Ständestaat verhöhnt. Dazu zählten der christlichsoziale Politiker Otto Ender und der Landeshauptmann Josef Reither.
Beim großen Künstler-Faschingsumzug am 19. Februar 1939 wollte man an die Umzugstradition von Hans Makart anknüpfen und beauftragte Wiener Künstler mit der Gestaltung des Faschingsumzuges. Neben Ermahnungen, nicht zu „meckern und zu raunzen“ und das neue Regime nicht zu kritisieren, gab es disziplinierende Verweise auf die neue Verkehrsordnung, an die man sich zu halten habe. Zudem wurden weitere ständestaatliche Politiker wie Engelbert Dollfuß und Wilhelm Miklas verunglimpft.
Einmalig im damaligen Wiener Karneval war die Darstellung des Gauleiters Josef Bürckel als „Maria Theresiendenkmal in neuer Form“. Nur in Wien wurde ein hochrangiger nationalsozialistischer Politiker im Fasching auf diese Art und Weise verhöhnt. Nicht Ansätze zum Widerstand, sondern parteiinterne Querelen dürften für diese Form Anlass gewesen sein. Ob es sich dabei nun um eine „Denkmalverschiebung“ handelte, wie beim Faschingsumzug des Alt-Wiener Bundes 1938 und die österreichischen Nationalsozialisten den Gauleiter gerne „verschieben“, also abschieben wollten oder ob man auf seine erhabenen Machtansprüche anspielen wollte, ist aus der heutigen Sicht nicht nachvollziehbar.

### Netzwerk
Die verantwortlichen Organisatoren von 1939 waren mehrfach miteinander vernetzt. Zum einen gab es eine Gruppe von „Faschingserfahrenen“, wie Oswald Roux, Johann Geyling und Franz Wilfert, die in verschiedenen Veranstaltungen immer wieder zusammenarbeiteten. Geyling hatte mit Wilfert die künstlerische Leitung für das Deutsche Sängerbundfest 1928 übernommen. 1939 hatten Geyling, Wilfert und Roux die künstlerische Leitung des Umzuges 1939 inne. Roux beantragte bereits 1938 die NSDAP-Mitgliedschaft, wurde aber erst 1940 aufgenommen. Wilfert wurde 1938 in die NSDAP aufgenommen. Von Geyling fehlen die zur Beweisführung notwendigen Gauakten.
Oswald Roux gestaltete 1939 zumeist als Einzelgänger neben den „harmlosen“ „Wiener Bildern“, die hochpolitische Gruppe „Leuchten des Systems“, in der mit Kurt Schuschnigg, Miklas, Dollfuß und Josef Reither abgerechnet wurde. Bereits 1938 konzipierte er eine Gschnasrevue in der Wiener Secession mit dem Titel „Entartete Kunst“. Roux war Mitglied des Hagenbundes, der Secession und des Künstlerhauses. Er war auch nach 1945 etablierter Staatskünstler, wurde mit dem Ehrenpreis der Stadt Wien und dem österreichischen Staatspreis ausgezeichnet. Wilfert war im Vorstand des Männergesangvereines, NSDAP-Mitglied und hatte bereits 1928 beim deutschnational geprägten Sängerbundfest in leitender Position mitgewirkt. Vizebürgermeister Blaschke war sein Gewährsmann für die Aufnahme in die NSDAP. Hermann Neubacher, Obmann des österreichisch-deutschen Volksbundes, trat bei seiner Ansprache beim Sängerbundfest 1928 vehement für das Selbstbestimmungsrecht Österreichs ein.
Am 13. März 1938 wurde Hermann Neubacher vom neuen, nationalsozialistischen Bundeskanzler Seyß-Inquart zum Bürgermeister und SS-Sturmbannführer, Hanns Blaschke zum Vizebürgermeister von Wien bestellt. Franz Frank gestaltete gemeinsam mit Wilfert den Umzugswagen der Siemenschöre beim Deutschen Sängerbundfest 1928 in Wien. Sepp Nordegg, der 1938/39 bei Emil Pirchan studierte, Mitglied der SA und SS war, wurde mit dem Umzug 1939 betraut, ebenso wie die Abteilung „Szenische Kunst“, die Popp und Pirchan leiteten. Der Studentenführer Exner und Schnall kannten einander von der Studentenvertretung. Weiters beteiligten sich einige Bildhauer aus der Bildhauerklasse Josef Müllners. Müllner „supplierte“ 1938–1940 die Meisterklasse Bechtold. Dieser war als „entarteter Künstler“ entlassen worden. Müllner entwarf nicht nur das Dr.-Karl-Lueger-Denkmal, er war auch Schöpfer der Hitler-Büste für die Aula der Akademie der bildenden Künste in Wien. Zu seinen am Umzug 1939 beteiligten Studierenden zählten Kubiena, Eichberger, Hafenrichter, Franz Barwig der Jüngere, Crepatz, Rusch und Willersdorfer.
Requeni, Nordegg und Weber arbeiteten mit Otto Cermak in einer Arbeitsgemeinschaft und beteiligten sich 1939 am Reichsberufwettkampf zu dem NS-Propagandathema: Autozug Grenzlandbühne. Ebenso gab es Kontakte über die Secession (unter anderem Popp, Roux), das Künstlerhaus (unter anderem Geyling, Roux) und das Burgtheater (unter anderem Volters). Der Burgtheaterschauspieler Eduard Volters war Lehrbeauftragter für angewandte Regie an der Akademie der bildenden Künste von 1943 bis 1945 und wirkte schon vor dem Anschluss bei zahlreichen Secessionsrevuen mit Oswald Roux mit.

### Gauleiter Bürckel als Maria Theresia
Kaiserin Maria Theresia wurde von den unterschiedlichsten politischen Gruppierungen in der ersten Republik, im Austrofaschismus und im Nationalsozialismus als weibliches Pendant zu Nietzsches „Übermenschen“ dargestellt. Mit ihrer Aufgabe, die österreichischen Territorien zusammenzuhalten und ihre Mutterschaft von sechzehn Kindern erfüllte sie sozusagen perfekt männliche wie weibliche Eigenschaften. Ihre weiblichen Fähigkeiten wurden im Nationalsozialismus hervorgehoben und ihre männlichen im Hintergrund als notwendig und essentiell geduldet. Maria Theresia wurde als politisches Symbol, als Stammmutter, Idol der Österreicher und Österreicherinnen verwendet, die sich mütterlich um ihre Kinder und ihr Volk sorgte, Kriege führte, und die es ebenso verstand auf Faschingsbällen zu tanzen und sich zu amüsieren.
Gauleiter Bürckel wurde als Maria Theresia dargestellt, in dem er in seiner Person mit einem weiblich konnotierten Denkmal ausgetauscht wurde und auf diesem, wenn auch etwas dekadent, so doch gestisch und mimisch und kleidungsmäßig männlich dargestellt wurde. Hingegen wäre im Karneval eine Vertauschung der Geschlechter auch in ihrer Kleidung ein durchaus gängiger Passus gewesen. Hätte man dies allerdings 1939 auf diese Weise umgesetzt, hätten die Betrachter des Umzuges darunter auch eine Anspielung auf eine homophile Tendenz des Gauleiters verstehen können und das wäre trotz spitzer Anspielungen auch für österreichische Nationalsozialisten eine zu große Gefahr gewesen. Der Typus der Sitzfigur geht in der Denkmalgeschichte außerdem auf antike Philosophenbildnisse zurück, also könnte es als eher außergewöhnlich betrachtet werden, dass man eine große Kaiserin in dieser Pose darstellte.
Der Name des Denkmals und somit auch der Kaiserin Maria Theresia wurde für den Faschingsumzug 1939 beibehalten und war daher auch von Bedeutung. Hingegen waren die Gestalter und Gestalterinnen des Künstler-Faschingszuges 1939 diejenigen, die im Faschismus ihrem individuellen Profit nachjagten und zum Teil eines Volkskörpers im Wiener Volksfasching wurden, der seine Lust aus dem Hass auf sämtliche „Minderheiten“ bezog – die es zu demütigen und zu vernichten galt: die Juden und ständestaatliche Politiker. Diese Idee, dass der Fasching die Zeit der Travestien, nach dem Faschismus die Zeit der Aufhebung jener Travestien sei, wurde in Wahrheit von den Siegern erzwungen. Das Beispiel Faschingsumzug 1939 zeigt manche entlarvende Geschichte von flinkem Kleidungswechsel.

### Spätere Karriere der Beteiligten
Die meisten der Hauptverantwortlichen waren NSDAP-Mitglieder und auch nach 1945 etablierte Staatskünstler. Oswald Roux, der bereits 1938, vor dem „Anschluss“, in der Sezession eine Gschnasrevue mit dem Thema „Entartete Kunst“ inszenierte, NSDAP-Mitglied war, rechnete im Umzug mit den ständestaatlichen Politikern ab und zeichnete sich mit Wilfert und Geyling als verantwortliche Umzugsgestalter aus: Roux erhielt den Ehrenpreis der Stadt Wien und den österreichischen Staatspreis. Emil Pirchan, der mit Alexander Popp die Klasse für „szenische Kunst und Festgestaltung“ an der Akademie der bildenden Künste leitete, saß sogar 1945 in der Entnazifizierungskommission, obwohl er, wenn auch nicht als Parteimitglied, so doch mit den Nationalsozialisten kollaborierte.